# Hylarana attigua
Espèce
Synonymes
- Rana attigua Inger, Orlov & Darevsky, 1999

Statut de conservation UICN

 VU B1ab(iii)+2ab(iii) : Vulnérable
"Hylarana" attigua est une espèce d'amphibiens de la famille des Ranidae dont la position taxonomique est incertaine (incertae sedis).
Depuis la révision du genre Hylarana par Oliver, Prendini, Kraus et Raxworthy en 2015, cette espèce a été exclue de ce genre sans qu'il soit possible de la placer dans un autre de manière certaine. Elle est rapprochée de Hydrophylax ou Indosylvirana.

## Répartition
Cette espèce se rencontre entre 700 et 1 200 m d'altitude :
- au Laos dans les monts Annamite ;
- dans l'est du Cambodge ;
- au Viêt Nam dans les provinces de Gia Lai, de Quảng Nam, de Thừa Thiên-Huế, de Quảng Bình et de Kon Tum ainsi que dans la municipalité de Đà Nẵng.

## Description
Le mâle holotype mesure mm et la femelle paratype mm
La femelle holotype mesure 63,7 mm et les mâles de 36,2 à 45,5 mm.

## Publication originale
- Inger, Orlov & Darevsky, 1999 : Frogs of Vietnam: A report on new collections. Fieldiana, Zoology, new series, vol. 92, p. 1-46 (texte intégral).